# Валанценго
Валанцѐнго (на италиански: Vallanzengo; на пиемонтски: Valansengh, Валансенг) е община в Северна Италия, провинция Биела, регион Пиемонт. Разположена е на 410 m надморска височина. Населението на общината е 238 души (към 2010 г.).
Административен център на общината е село Трабия (Trabbia).